# Communauté de communes de Chénérailles
Die Communauté de communes de Chénérailles ist ein ehemaliger französischer Gemeindeverband mit der Rechtsform einer Communauté de communes im Département Creuse in der Region Nouvelle-Aquitaine. Sie wurde am 31. Dezember 2001 gegründet und umfasste zehn Gemeinden. Der Verwaltungssitz befand sich im Ort Chénérailles.

## Historische Entwicklung
Mit Wirkung vom 1. Januar 2017 fusionierte der Gemeindeverband mit  
- Communauté de communes Auzances Bellegarde sowie
- Communauté de communes du Haut Pays Marchois

und bildete so die Nachfolgeorganisation Communauté de communes Chénérailles, Auzances/Bellegarde et Haut Pays Marchois.

## Ehemalige Mitgliedsgemeinden
1. Le Chauchet
2. Chénérailles
3. Issoudun-Létrieix
4. Lavaveix-les-Mines
5. Peyrat-la-Nonière
6. Puy-Malsignat
7. Saint-Chabrais
8. Saint-Dizier-la-Tour
9. Saint-Médard-la-Rochette
10. Saint-Pardoux-les-Cards